# Radiación de sincrotrón

Radiación de sincrotrón producida por un undulador. Un undulador es un dispositivo de la física de altas energías y normalmente forma parte de una instalación más grande, un sincrotrón. Consiste en una estructura de imán dipolar periódico (1: imanes). El campo magnético estático alterna a lo largo del ondulador con una longitud de onda. Los haces de electrones (2) que atraviesan la estructura magnética periódica se ven obligados a sufrir oscilaciones e irradiar (3: radiación).

La radiación de sincrotrón es la radiación electromagnética generada por partículas cargadas (tales como electrones) que se mueven a alta velocidad (una fracción apreciable de la velocidad de la luz) según una trayectoria curva (o en otras  palabras, que experimentan una aceleración perpendicular a su velocidad). Tratándose de partículas cargadas, la trayectoria curva se define usando un campo magnético. Cuanto más rápido se mueven los electrones, más corta es la longitud de onda de la radiación. La emisión sincrotrón se produce artificialmente en los anillos de almacenamiento de un sincrotrón, y en la naturaleza se produce por los electrones a muy altas velocidades moviéndose a través de los campos magnéticos del espacio, y se observa en las explosiones y en remanentes de supernovas, radiogalaxias y púlsares.
La radiación de sincrotrón es similar a la radiación de frenado, que es emitida por una partícula cargada cuando la aceleración es paralela a la dirección del movimiento. El término general para designar la radiación emitida por partículas en un campo magnético es radiación giromagnética, cuyo caso especial ultrarelativista es la radiación de sincrotrón. La radiación emitida por partículas cargadas que se mueven de forma no relativista en un campo magnético se llama emisión de ciclotrón. Para partículas en el rango ligeramente relativista (≈85% de la velocidad de la luz), la emisión se denomina radiación de girosincrotrón.
Esta radiación fue así llamada después de su descubrimiento en un acelerador de sincrotrón de la empresa General Electric, construido en 1946 y anunciado en mayo de 1947 por Frank Elder, Anatole Gurewitsch, Robert Langmuir y Herb Pollock en una carta titulada «Radiación de electrones en un sincrotrón».

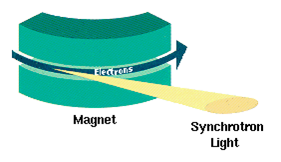
Radiación de sincrotón procedente de un imán curvado.

En 1955 se descubrió radiación de sincrotrón desde la Tierra al observar Júpiter. La radiación de sincrotrón es emitida por electrones con energías de millones de electronvoltios. Fue la primera vez que se detectó este tipo de radiación en el espacio emitida por una fuente natural.
Cuantitativamente, la potencia emitida en forma de ondas electromagnéticas por una carga eléctrica en movimiento acelerado viene dado por la fórmula de Larmor:

{\displaystyle P={\frac {q^{2}a^{2}}{6\pi \varepsilon _{0}c^{3}}}}

Donde:
{\displaystyle q\,} es la carga eléctrica de la partícula.
{\displaystyle a\,} es la aceleración de la partícula.
{\displaystyle \varepsilon _{0}\,} la permitividad eléctrica del vacío.
{\displaystyle c\,} es la velocidad de la luz.

## Historia
La radiación de sincrotrón fue observada por primera vez por el técnico Floyd Haber, el 24 de abril de 1947, en el sincrotrón de electrones de 70 MeV del laboratorio de investigación de General Electric en Schenectady, Nueva York. Si bien este no fue el primer sincrotrón construido, fue el primero con un tubo de vacío transparente, lo que permitía observar directamente la radiación.
Según lo relatado por Herbert Pollock:

El 24 de abril, Langmuir y yo estábamos haciendo funcionar la máquina y, como de costumbre, intentábamos llevar al límite el cañón de electrones y su transformador de impulsos asociado. Se habían producido algunas chispas intermitentes y le pedimos al técnico que observara con un espejo alrededor del muro protector de concreto. Inmediatamente hizo una señal para apagar el sincrotrón porque "vio un arco en el tubo". El vacío seguía siendo excelente, así que Langmuir y yo llegamos al final de la pared y observamos. Al principio pensamos que podría deberse a la radiación de Cherenkov, pero pronto se hizo más claro que estábamos viendo radiación de [los tipos identificados por] Dmitri Ivanenko e Isaak Pomeranchuk.

## Radiación de sincrotrón en astronomía

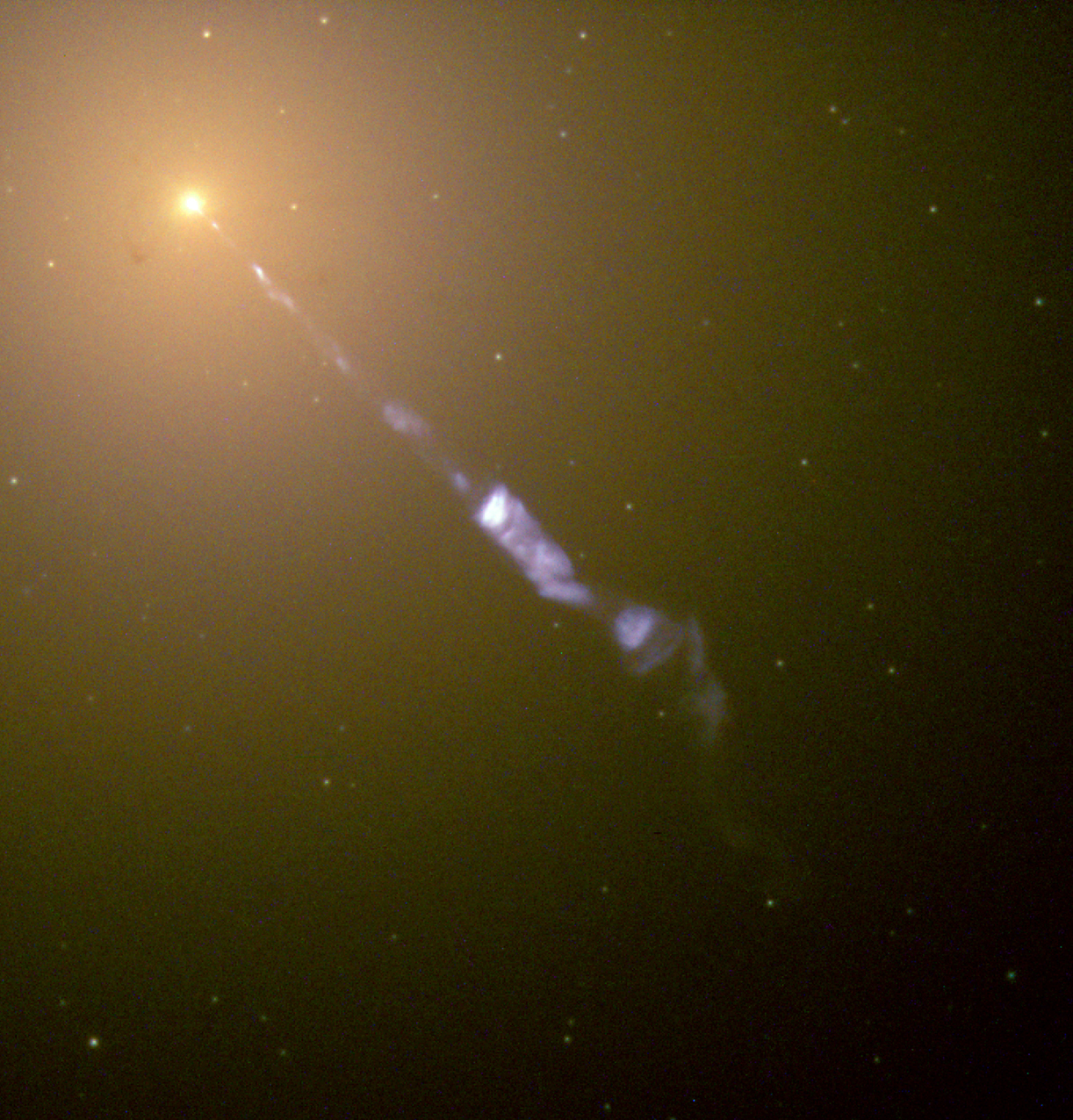
Chorro de la galaxia elípitica Messier 87, imagen del Telescopio espacial Hubble HST. La luz azul del chorro que emerge del brillante núcleo de la galaxia activa, hacia la parte inferior derecha, se debe a la radiación de sincrotrón.

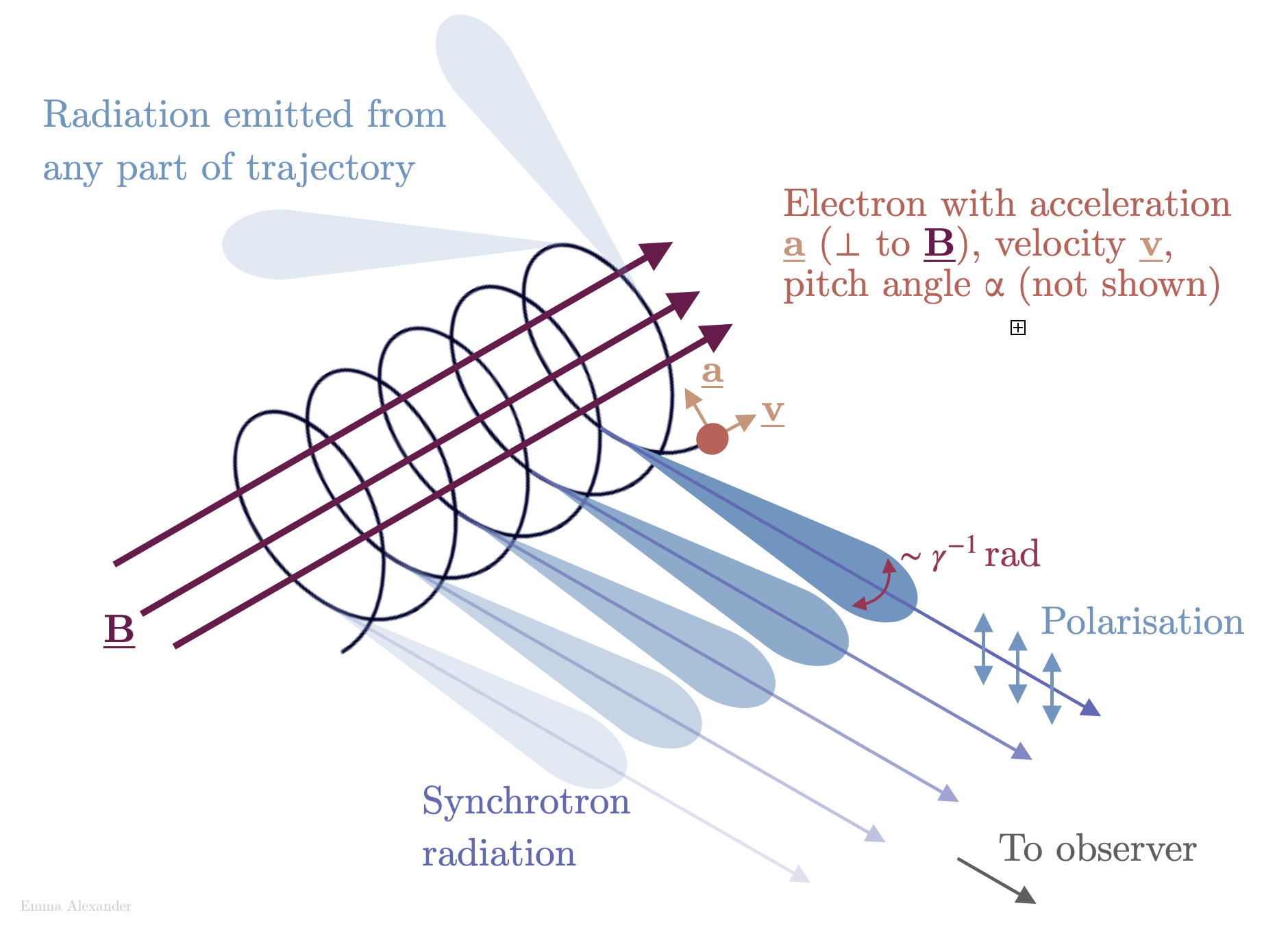
Diagrama de la radiación de sincrotrón de una fuente astronómica. La radiación de sincrotrón surge de un electrón que se mueve a lo largo de una trayectoria helicoidal alrededor de un campo magnético ordenado. La fuerza de Lorentz que causa la aceleración a es perpendicular al vector del campo magnético B, y ambos también son perpendiculares a la componente circular de la velocidad del electrón v. La radiación se concentra en un ancho de haz de ~ 1/γ radianes.

La radiación de sincrotrón también es generada por objetos astronómicos, típicamente donde los electrones relativistas giran en espiral (y por lo tanto cambian de velocidad) a través de campos magnéticos. Dos de sus características incluyen la polarización y los espectros de energía de la ley de potencias. Se considera una de las herramientas más poderosas en el estudio de campos magnéticos extrasolares dondequiera que estén presentes partículas cargadas relativistas. La mayoría de las fuentes de radio cósmicas conocidas emiten radiación de sincrotrón. A menudo se utiliza para estimar la fuerza de grandes campos magnéticos cósmicos, así como para analizar el contenido de los medios interestelares e intergalácticos.

### Historia de su detección en el espacio
Este tipo de radiación fue detectado por primera vez en un chorro emitido por la galaxia elíptica Messier 87 en 1956 por el astrofísico británico Geoffrey R. Burbidge, quien lo vio como la confirmación de una predicción del astrofísico soviético Iosif S. Shklovsky en 1953. Sin embargo, había sido predicho antes (1950) por el físico sueco Hannes Alfvén y Nicolai Herlofson, ambos basados en el Royal Institute of Technology, Estocolmo, Suecia. Las llamaradas solares aceleran las partículas que se emiten de esta manera, como sugirió R. Giovanelli en 1948 y describió el australiano J.H. Piddington en 1952.
T.K. Breus señaló que las cuestiones de prioridad en la historia de la radiación sincrotrón astrofísica son complicadas, escribiendo:
En particular, el físico ruso V.L. Ginzburg rompió sus relaciones con I.S. Shklovsky y no habló con él durante 18 años. En Occidente, [el astrofísico austroamericano] Thomas Gold y [el astrónomo inglés] Sir Fred Hoyle estaban en disputa con H. Alfven y N. Herlofson, mientras que K.O. Kiepenheuer y G. Hutchinson fueron ignorados por ellos.

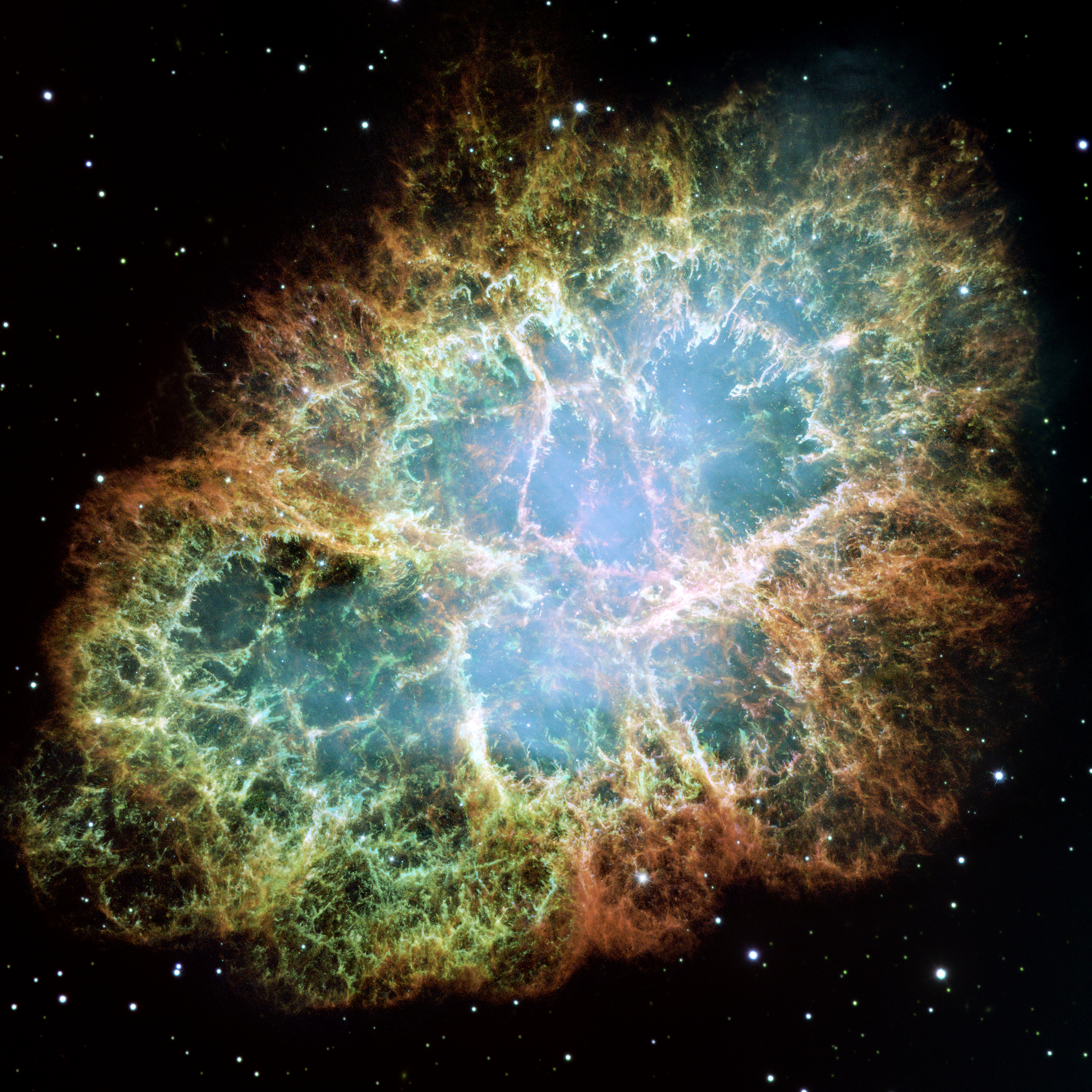
Nebulosa del Cangrejo. El resplandor azulado de la región central de la nebulosa se debe a la radiación de sincrotrón.

### Desde agujeros negros supermasivos
Se ha sugerido que los agujeros negros supermasivos producen radiación de sincrotrón en "chorros", generada por la aceleración gravitacional de los iones en sus campos magnéticos polares. El chorro observado más cercano es el del núcleo de la galaxia Messier 87. Este chorro es interesante ya que produce la ilusión de movimiento superluminal como se observa desde el marco de la Tierra. Este fenómeno se debe a que los chorros viajan muy cerca de la velocidad de la luz y en un ángulo muy pequeño hacia el observador. Debido a que en cada punto de su trayectoria los chorros de alta velocidad emiten luz, la luz que emiten no se acerca al observador mucho más rápido que el propio chorro. La luz emitida durante cientos de años de viaje llega al observador en un período de tiempo mucho más pequeño, dando la ilusión de un viaje más rápido que la luz, a pesar de que en realidad no existe una violación de la relatividad especial.

### Nebulosas del viento Pulsar
Una clase de fuentes astronómicas donde la emisión de sincrotrón es importante son las nebulosas de viento de púlsar, también conocidas como pleriones, de las cuales la nebulosa del Cangrejo y su púlsar asociado son arquetípicos. Recientemente se ha observado radiación de rayos gamma de emisión pulsada del Cangrejo hasta ≥25 GeV, probablemente debido a la emisión de sincrotrón por electrones atrapados en el fuerte campo magnético alrededor del púlsar. La polarización en la nebulosa del Cangrejo a energías de 0,1 a 1,0 MeV, ilustra esta propiedad típica de la radiación de sincrotrón.

### Medios interestelares e intergalácticos
Gran parte de lo que se sabe sobre el entorno magnético del medio interestelar y el medio intergaláctico se deriva de las observaciones de la radiación de sincrotrón. Los electrones de rayos cósmicos que se mueven a través del medio interactúan con el plasma relativista y emiten radiación de sincrotrón que se detecta en la Tierra. Las propiedades de la radiación permiten a los astrónomos hacer inferencias sobre la fuerza y la orientación del campo magnético en estas regiones. Sin embargo, no se pueden realizar cálculos precisos de la intensidad de campo sin conocer la densidad de electrones relativista.

### En supernovas
Cuando una estrella explota en una supernova, las eyecciones más rápidas se mueven a velocidades semirelativistas de aproximadamente el 10% de la velocidad de la luz. Esta onda expansiva hace girar electrones en campos magnéticos ambientales y genera una emisión de sincrotrón, revelando el radio de la onda expansiva en el lugar de la emisión. La emisión de sincrotrón también puede revelar la fuerza del campo magnético en el frente de la onda de choque, así como la densidad circunestelar que encuentra, pero depende en gran medida de la elección de la partición de energía entre el campo magnético, la energía cinética del protón y la energía cinética del electrón La emisión de radio sincrotrón ha permitido a los astrónomos arrojar luz sobre la pérdida de masa y los vientos estelares que ocurren justo antes de la muerte estelar.